# Crossbones (série de televisão)
Crossbones é uma telessérie da rede NBC. O seriado é uma ficionalização da vida do pirata Edward "Barba Negra" e gira em torno da ilha de New Providence, nas Bahamas. Criada por Neil Cross, James V. Hart e Amanda Welles, Crossbones mostrou a vida do pirata Barba Negra e de sua tripulação.
A rede anunciou a série em maio de 2012 e dez episódios foram encomendados, com início de produção em Porto Rico no dia 15 de outubro de 2013.
Foram produzidos no total 9 episódios, todos veiculados em 2014. A série não teve uma segunda temporada até o momento (2016), pois foi considerada cancelada devido à sua baixa audiência para uma TV de sinal aberto, segundo Fernanda Furquim, da Revista Veja.

## Sinopse
Em 1715, na ilha de New Providence (nas Bahamas), casa da primeira democracia funcional das Américas, o pirata notório Barba Negra lidera uma nação de ladrões e criminosos, que representam uma ameaça contra o comércio internacional.
Para ganhar novamente o controle dos governantes, Woodes Rogers (ex-pirata e governador das Bahamas) envia o assassino treinado Tom Lowe ao mundo dos piratas, com o objetivo de matar Barba Negra. Entretanto, Lowe fica admirado com o líder dos foras da lei, já que ele possui carisma, inteligência e ideais políticos.